# Paterson F.C.
Paterson F.C. was een Amerikaanse voetbalclub uit Paterson (New Jersey). De club werd opgericht in 1917, en opgeheven in 1923. De club speelde drie seizoenen in de National Association Football League en één seizoen in de American Soccer League. De club werd in 1923 opgeheven verhuist naar New York. Daar ging de club verder als de New York Giants.

## Gewonnen prijzen
- National Association Football League
  - Winnaar (1): 1918